# Trouble (Sailor)
Trouble is het tweede studioalbum van de muziekgroep Sailor. Het album verscheen waarschijnlijk in december 1975; OOR's Pop-encyclopedie vermeldt dat jaartal, de opnamen vonden plaats in oktober 1975, de CBS Studios in Londen. Opnieuw heeft Kajanus alle liedjes geschreven. De productie is dit keer uit handen gegeven aan Jeffrey Lesser met medewerking van Rupert Holmes, destijds samenwerkend onder de naam Widescreen Productions.Van dit album verschenen een drietal singles, Girls, Girls, Girls, A Glass Of Champagne en Panama.

## Musici
- Georg Kajanus - zang en gitaar
- Phil Pickett – zang, basgitaar, synthesizer
- Henry Marsh – zang, accordeon, synthesizer
- Grant Serpell – zang, slagwerk, percussie

## Composities

### Kant A
1. Girls (3:03)
2. Trouble in Hong Kong (3:09)
3. People In Love (3:31)
4. Coconut (2:24)
5. Jacaranda (2:24)
6. A Glass Of Champagne (2:41)
7. My Kind Of Girl (3:05)
8. Panama (3:26)
9. Stop That Man (3:07)
10. The Old Nickelodeon Sound (2:59)

## Hitnotering
| "Trouble" in de Nederlandse Album Top 100 - binnen: 20-12-1975 | "Trouble" in de Nederlandse Album Top 100 - binnen: 20-12-1975 | "Trouble" in de Nederlandse Album Top 100 - binnen: 20-12-1975 | "Trouble" in de Nederlandse Album Top 100 - binnen: 20-12-1975 | "Trouble" in de Nederlandse Album Top 100 - binnen: 20-12-1975 | "Trouble" in de Nederlandse Album Top 100 - binnen: 20-12-1975 | "Trouble" in de Nederlandse Album Top 100 - binnen: 20-12-1975 | "Trouble" in de Nederlandse Album Top 100 - binnen: 20-12-1975 | "Trouble" in de Nederlandse Album Top 100 - binnen: 20-12-1975 | "Trouble" in de Nederlandse Album Top 100 - binnen: 20-12-1975 | "Trouble" in de Nederlandse Album Top 100 - binnen: 20-12-1975 | "Trouble" in de Nederlandse Album Top 100 - binnen: 20-12-1975 | "Trouble" in de Nederlandse Album Top 100 - binnen: 20-12-1975 | "Trouble" in de Nederlandse Album Top 100 - binnen: 20-12-1975 | "Trouble" in de Nederlandse Album Top 100 - binnen: 20-12-1975 |
| Week                                                           | 01                                                             | 02                                                             | 03                                                             | 04                                                             | 05                                                             | 06                                                             | 07                                                             | 08                                                             | 09                                                             | 10                                                             | 11                                                             | 12                                                             | 13                                                             |                                                                |
| -------------------------------------------------------------- | -------------------------------------------------------------- | -------------------------------------------------------------- | -------------------------------------------------------------- | -------------------------------------------------------------- | -------------------------------------------------------------- | -------------------------------------------------------------- | -------------------------------------------------------------- | -------------------------------------------------------------- | -------------------------------------------------------------- | -------------------------------------------------------------- | -------------------------------------------------------------- | -------------------------------------------------------------- | -------------------------------------------------------------- | -------------------------------------------------------------- |
| Nummer                                                         | 35                                                             | 14                                                             | 7                                                              | 5                                                              | 5                                                              | 7                                                              | 8                                                              | 12                                                             | 22                                                             | 28                                                             | 37                                                             | 48                                                             | 50                                                             | uit                                                            |